# 秋田伸一
秋田 伸一（あきた しんいち、1899年11月25日 - 1941年10月4日）は、日本の元俳優である。本名同じ。サイレント映画の時代に、松竹蒲田撮影所、阪妻・立花・ユニヴァーサル聯合映画、マキノ・プロダクション等が製作した現代劇に主演した、線の細い二枚目スターとして知られる。

## 人物・来歴
1899年（明治32年）11月25日、東京府東京市京橋区南新堀（現在の東京都中央区新川）に生まれる。実家は酒問屋であったとも、醤油問屋であったともされる。生年月日については、初期の資料である『日本映画年鑑 大正十三・四年』には「明治三十二年十月二十日」（1899年10月20日）と記されている。
育った町内にあった旧制・中央商業学校（のちの中央商科短期大学、2001年廃校）に進学、同学を卒業した後、1920年（大正9年）に小林喜三郎が代表を務める帝国興行に入社した。その後、田中欽之が1922年（大正11年）に松竹蒲田撮影所を退社して設立した田中欽之プロダクションに移籍、1923年（大正12年）9月1日の関東大震災後には、帝国キネマ演芸に入社、同社が国際活映の巣鴨撮影所を「帝国キネマ演芸東京撮影所」として製作した『山語らず』（監督青山杉作）に出演しており、同作が記録に残る最初の作品である。同年、松竹蒲田撮影所に入社、1925年（大正14年）9月25日に公開された『一心寺の百人斬』（監督清水宏）で主演している。『日本映画年鑑 大正十三・四年』によれば、当時の趣味は登山、愛読書はエミール・ゾラの小説や総合雑誌『改造』であった。
1926年（大正15年）9月、米国のユニヴァーサル映画と契約を結んだ、京都・太秦の阪東妻三郎プロダクションが設立した「阪妻・立花・ユニヴァーサル聯合映画」（阪妻・立花・ユ）に同年入社、1927年（昭和2年）6月10日に公開された『港の灯』（監督印南弘）では、主演した。同作と同時期に阪妻・立花・ユは契約が解消されたため、秋田は、阪東妻三郎プロダクションが製作、一立商店が配給、同年8月に公開した『夜の怪紳士』（監督江川宇礼雄）に主演したのを最後に、太秦を去った。太秦の時代は、自宅の二階を友人たちに開放するなど、見た目の繊細さに似合わぬ人の好さ、おおらかさに定評があった。同年、東京に戻り、東京シネマ商会の文化映画等に主演し、ふたたび京都に戻って、1928年（昭和3年）、牧野省三が主宰するマキノ・プロダクションに入社した。
1929年（昭和4年）7月25日、牧野省三が亡くなり、同年9月にマキノ正博を核とした新体制が発表になると、秋田は、嵐冠三郎、荒木忍、南光明、根岸東一郎、谷崎十郎、阪東三右衛門、市川米十郎、東郷久義、市川幡谷、實川芦雁、桂武男、市川新蔵、津村博、澤田敬之助、河津清三郎、五味國男、小金井勝、岡村義夫らとともに「俳優部男優」に名を連ねた。その後、新体制下のマキノ・プロダクションは財政が悪化し、1931年（昭和6年）4月以降、製作が停止する。同年3月27日に公開された『背広の弥次喜多』（監督人見吉之助）に主演したのを最後に、秋田は同社を退社する。同社でも、現代劇に多く出演したが、同社の現代劇の脚本を多く書いた八田尚之と親友になった。同社解散後、同社の監督であった金森萬象が設立した協立映画プロダクションに参加、1932年（昭和7年）5月1日に公開された『魔の上海』（監督金森萬象）に主演したり、マキノの俳優であった津村博が設立した台湾プロダクションが同年に製作した『義人呉鳳』（監督千葉泰樹・安藤太郎）に主演したりしていた。
1933年（昭和8年）、日活太秦撮影所（のちの大映京都撮影所）に入社、記録に残る同社での最初の出演作は、同年3月8日に公開された『蒼穹の門』（監督山本嘉次郎）で、以降、脇役に回る。同社でも、多く現代劇に出演、八田尚之の脚本作にも多く出演した。同時、同撮影所では、東京からキャリアが始まった者たちの「東京会」という仲間がいて、秋田、八田のほか、牛原虚彦、三浦光雄、林千歳、犬塚稔らが参加したという。1934年（昭和9年）、東京に日活多摩川撮影所が開業し、現代劇部は東京に移転、秋田も多摩川撮影所に異動になる。1935年（昭和10年）3月、松竹蒲田撮影所を退社した重宗務が設立した東京発声映画製作所に移籍、このとき、八田尚之を重宗に紹介し、八田は同社の企画脚本部長に招かれている。満37歳の誕生日を目前にした1936年（昭和11年）9月23日に公開された、時代劇『研辰旅ごよみ』（監督重宗務）に藩主役で出演したが、同作以降の出演記録が見当たらない。岸松雄によれば、同時期に八田が退社し、八田が辞めるならば自分も辞めると同社を退社したとのことである。以降の消息は不明とされていたが、『都新聞』1941年（昭和16年）10月8日付の新聞によれば、引退後は東京府東京市芝区（現在の東京都港区｝で料亭を経営していたが、去る10月4日夜に胃腸炎、急性腹膜炎の併発症のため、数え年45歳で亡くなったと報じられている。
2009年（平成21年）3月には、秋田が主演した『三朝小唄』のロケーション撮影を行った鳥取県東伯郡三朝町に、同作の製作80周年を記念して、秋田と相手役の岡島艶子の姿をモチーフにしたモニュメントが完成した。

## フィルモグラフィ

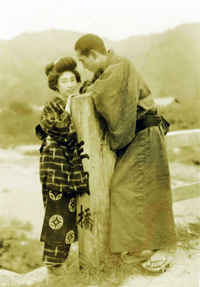
『三朝小唄』（1929年）出演時（満29歳）のスチル写真。左は相手役の岡島艶子。

クレジットは、すべて「出演」である。公開日の右側には役名、および東京国立近代美術館フィルムセンター（NFC）、マツダ映画社所蔵等の上映用プリントの現存状況についても記す。同センター等に所蔵されていないものは、とくに1940年代以前の作品についてはほぼ現存しないフィルムである。資料によってタイトルの異なるものは併記した。

### 帝国キネマ演芸東京撮影所
製作は「帝国キネマ演芸東京撮影所」（巣鴨撮影所）、配給は「帝国キネマ演芸」、サイレント映画である。
- 『山語らず』 : 監督青山杉作、監督助手・出演山本嘉次郎、脚本伊藤大輔、撮影友成達雄、主演友田恭助、1924年製作・公開

### 松竹蒲田撮影所
すべて製作は「松竹蒲田撮影所」、配給は「松竹キネマ」、すべてサイレント映画である。
- 『小唄集 第一篇 鈴蘭』（『鈴蘭』[3][6]） : 監督・脚本牛原虚彦、原作吉田武三、1924年10月1日公開 - 都の青年小泉浩
- 『関の五本松』 : 監督・脚本牛原虚彦、原作落合浪雄、1924年10月17日公開
- 『異性の力』 : 監督蔦見丈夫、原作・脚本村上徳三郎、1925年1月31日公開
- 『浪の上』[5][6]（『波の上』[3][5][6]） : 監督安田憲邦、原作長田幹彦、脚本村上徳三郎、1925年1月31日公開
- 『二輪の雪割草』[6]（『二輪車の雪割草』[5]） : 監督蔦見丈夫、原作三木るい子、脚本武田晃、1925年3月5日公開
- 『南島の春』 : 監督島津保次郎、原作・脚本五所平之助、1925年4月2日公開
- 『その夜の罪』 : 監督蔦見丈夫、原作久留宮弘道、脚本武田晃、1925年7月22日公開
- 『すたれ者』 : 監督・原作・脚本清水宏、1925年8月14日公開 - お峰の恋人・勝治
- 『二人巡礼』 : 監督重宗務、原作・脚本吉田百助、1925年8月21日公開 - 主演
- 『象牙の塔』 : 監督牛原虚彦、原作・脚本美濃部長行、1925年9月18日公開 - 第一の紳士（『第二篇 失われた宝石』）
- 『一心寺の百人斬』[2][4][5]（『一心寺の百人斬り』[6]） : 監督・原作・脚本清水宏、1925年9月25日公開 - 刀鍛冶・山城直之助（主演）
- 『踊り子の指輪』 : 監督島津保次郎、原作・脚本吉田百助、1925年10月23日公開
- 『青春』 : 監督・脚本五所平之助、原作城戸四郎、1925年11月7日公開
- 『土に輝く』 : 監督・原作・脚本鈴木重吉、1926年1月7日公開 - 村変人作太郎
- 『覆面の影』 : 監督島津保次郎、原作・脚本吉田百助、脚本五所平之助・豊田四郎、1926年1月21日公開
- 『仇し仇浪』 : 監督・原作・脚本蔦見丈夫、1926年2月11日公開
- 『街の人々』 : 監督五所平之助、原作・脚本北村小松、1926年2月20日公開
- 『若き女の死』 : 監督重宗務、原作城戸四郎、脚本野田高梧、1926年3月12日公開
- 『お坊ちゃん』 : 監督島津保次郎、応援監督蔦見丈夫・五所平之助、原作水島あやめ、脚色吉田百助・島津保次郎、1926年5月1日公開 - 村尾薫（美津子の恋人）
- 『家』 : 監督池田義信、原作野田高梧、脚本野田高梧・池田義信、1926年5月14日公開
- 『母よ恋し』 : 監督五所平之助、原作・脚本水島あやめ、1926年5月23日公開 - 西村清
- 『死の子守唄』[6]（『死の小守歌』[5]） : 監督池田義信、原作福田正夫、脚本村上徳三郎・水口羊人、1926年6月4日公開
- 『奔流』 : 監督五所平之助、原作三宅やす子、脚本吉田武三、1926年6月23日公開
- 『ヴェニスの船唄』 : 監督・脚本大久保忠素、原作正木不如丘、1926年7月24日公開 - 主演
- 『帰らぬ笹笛』 : 監督五所平之助、原作・脚本佃血秋、1926年8月8日公開 - 信之助（主演）
- 『恋の闖入者』 : 監督蔦見丈夫、原作・脚本東小路公子、1926年8月25日公開 - 寅蔵（主演）
- 『カラボタン』 : 監督野村芳亭、原作柴田瑞子・寺尾幸夫、脚本野村芳亭・村上徳三郎、1926年8月30日公開
- 『虹晴れ』 : 監督・原作・脚本島津保次郎、1926年11月6日公開
- 『二つの玉』（『二つ玉』[6]） : 監督蔦見丈夫、原作牧野大誓、脚本吉田百助、1926年11月18日公開

### 阪妻・立花・ユ
特筆以外すべて製作は「阪妻・立花・ユニヴァーサル聯合映画」、配給は「ユニヴァーサル映画」、すべてサイレント映画である。
- 『青蛾』 : 監督鈴木重吉、原作立花良子、脚本京谷一雄、撮影ハロルド・スミス、1927年2月10日公開
- 『突風を突いて』（『突風を衝いて』） : 監督・脚本深海陸蔵、原作寺田八洲男、撮影白井茂、1927年2月18日公開 - 主演
- 『太平洋横断誉の四勇士』 : 監督小笠原明峰、製作小笠原プロダクション、1927年3月23日公開 - 主演
- 『大義』 : 監督安田憲邦・山上紀夫、原作・脚本八木喜一、製作阪東妻三郎プロダクション太秦撮影所、配給松竹キネマ、1927年3月19日公開 - 地謡
- 『湖』 : 監督服部真砂雄、原作桑名三重彦、脚本不明、1927年4月29日公開
- 『港の灯』 : 監督・脚本印南弘、原作田端一路、撮影友成達雄、1927年6月10日公開 - 宏（主演）
- 『夜の怪紳士』 : 監督江川宇礼雄、原作オト・ミュラ、脚本田中敏樹、製作阪東妻三郎プロダクション太秦撮影所、配給一立商店、1927年8月製作・公開 - 主演

### 東京シネマ商会
特筆以外の製作・配給は「東京シネマ商会」、すべてサイレント映画である。
- 『疑問の黒枠 前篇』 : 監督帰山教正、原作小酒井不木、製作太洋映画社、1927年10月13日公開
- 『日輪を仰ぐ者』 : 監督山根幹人、撮影松村保次郎、共演伊志井寛・畑中蓼坡、1928年製作・公開 - 弟 健次（主演）、21分尺で現存（NFC所蔵[9]）
- 『彼の半生』 : 監督山根幹人、撮影持田米彦、共演井上千枝子、1928年製作・公開 - 主演

### マキノプロダクション御室撮影所
すべて製作は「マキノプロダクション御室撮影所」、配給は「マキノ・プロダクション」、すべてサイレント映画である。
- 『哀しき生存』 : 監督・原作・脚本人見吉之助、1928年8月10日公開 - 主演
- 『夏の夜の唄』（『夏の夜の歌』[6]） : 監督吉野二郎、原作・脚本佃血秋、1928年9月7日公開 - 主演
- 『大学のイーグル 第一篇』 : 監督川浪良太、原作・脚本寿々喜多呂九平、1928年9月28日公開
- 『兄貴』 : 監督・脚本三上良二、原作岡文夫、1928年10月26日公開
- 『大学のイーグル 第二篇』 : 監督川浪良太、原作・脚本寿々喜多呂九平、1928年12月31日公開
- 『大学のイーグル 第三篇』 : 監督川浪良太、原作・脚本寿々喜多呂九平、1929年1月20日公開 - 熊岡弥太左衛門
- 『スキー行進曲』 : 監督・原作三上良二、脚本瀬川與志、1929年2月1日（1月27日[6]）公開
- 『大化新政』 : 総監督・原案マキノ省三、監督補助二川文太郎・稲葉蛟児・金森萬象・マキノ正博・松田定次・中島宝三・押本七之助・吉野二郎、脚本瀬川與志、1929年3月1日公開 - 臣
- 『狂へる小鳩』 : 監督・原作・脚本阪田重則、1929年4月7日公開 - 宇津木淳（主演）
- 『ある女と画家』（『或る女と画家』[6]） : 監督滝沢英輔、原作・脚本高橋黎二、1929年4月26日公開
- 『深夜の薔薇』 : 監督稲葉蛟児、原作・脚本瀬川與志、1929年5月17日公開
- 『東京』 : 監督川浪良太、原作・脚本・主演近藤伊与吉、1929年6月7日公開
- 『三朝小唄』（『温泉悲話 三朝小唄』[9]） : 監督・原作・脚本人見吉之助、1929年6月14日公開 - 都会の少年 軍家三浦俊夫（主演）、『温泉悲話 三朝小唄』題・57分尺で現存（NFC所蔵[9]）
- 『黒い眸』（『小唄レヴュー 黒い眸』[6]） : 監督滝沢英輔、原作多久卯馬吉（滝沢英輔）、脚本不明、1929年7月26日公開 - 主演
- 『歓楽の影』 : 監督稲葉蛟児、原作マキノ満男、脚本瀬川與志、1929年8月8日公開 - 主演
- 『級友』 : 監督三上良二、原作・脚本八田尚之、1929年8月15日公開 - 主演
- 『短銃と宝石』 : 監督・脚本川浪良太、原作甲賀三郎、1929年9月6日公開
- 『微笑』（『微笑 川浪良太小品集の七』[6]） : 監督・原作・脚本川浪良太、1929年10月4日公開 - 主演
- 『早慶戦時代』 : 監督川浪良太、原作斎藤三郎、脚本八田尚之、1929年11月15日公開 - 慶応義塾青山
- 『娘義太夫』 : 監督人見吉之助、原作・脚本山下与志衛、1929年11月28日公開 - 隅大助
- 『夫婦』 : 監督人見吉之助、原作・脚本八田尚之、1930年1月15日公開 - 主演
- 『祇園小唄絵日傘 第一話 舞の袖』（『絵日傘 第一話 舞ひの袖』[6]） : 監督金森萬象、監督補吉田信三、原作長田幹彦、脚本東艸之介、1930年2月28日公開 - 石井修（主演）、50分尺で現存（神戸映画資料館所蔵[17]） / 53分尺で現存（NFC所蔵[18]）
- 『偽婚真婚』 : 総指揮マキノ正博、監督久保為義・マキノ正博、原作西田鶴子、脚本久保為義、1930年3月28日公開 - 主演
- 『吹雪の一夜』 : 監督稲葉蛟児、原作・脚本高橋黎二、1930年4月10日公開 - 主演
- 『学生三代記 昭和時代』 : 監督マキノ正博・川浪良太・滝沢英輔、原作八田尚之、脚本不明、1930年4月10日（4月1日[6]）公開、16分尺で現存（NFC所蔵[9]）
- 『学生三代記 明治時代』 : 監督マキノ正博・阪田重則・並木鏡太郎・久保為義、原作・脚本八田尚之、1930年4月10日（4月1日[6]）公開
- 『恋愛病者』 : 監督・原作・脚本人見吉之助、1930年4月25日公開
- 『湖畔の家』 : 監督金森萬象、原作小島孤舟、脚本東艸之介、1930年5月16日公開
- 『敗者の恨は長し』 : 監督稲葉蛟児、原作・脚本阪田重則、1930年5月30日公開 - 主演
- 『百パーセント結婚』 : 監督人見吉之助、原作・脚本八田尚之、1930年6月6日公開 - 主演
- 『スヰートピー』 : 監督人見吉之助、原作・脚本八田尚之、1930年8月22日公開 - 秋山信一（主演）
- 『スタヂオ殺人事件』（『スタジオ殺人事件』[6]） : 指導阪田重則、監督水上譲太郎、原作・脚本八田尚之、1930年8月29日公開 - 秋野
- 『アイスクリーム』 : 監督滝沢英輔、原作・脚本八田尚之、1930年9月5日公開 - 主演
- 『潜行戦線』 : 監督滝沢英輔、原作・脚本八田尚之、1930年11月14日公開 - 主演
- 『嵐山小唄 しぐれ茶屋』 : 監督金森萬象、原作長田幹彦、脚本吉田信三、1930年11月21日公開 - 主演
- 『背広の弥次喜多』 : 監督人見吉之助、原作・脚本八田尚之、1931年3月27日公開 - 主演

### 協立映画プロダクション
サイレント映画である。
- 『魔の上海』 : 監督金森萬象、原作岡三斉、脚本滝川虹二、1932年5月1日公開 - 主演

### 台湾プロダクション
サイレント映画である。
- 『義人呉鳳』 : 監督千葉泰樹・安藤太郎、1932年製作・公開[7][19] - 呉鳳（主演）、64分尺で現存（NFC所蔵[9]）

### 日活太秦撮影所
特筆以外すべて製作は「日活太秦撮影所」、配給は「日活」、特筆以外すべてサイレント映画である。
- 『蒼穹の門』 : 監督山本嘉次郎、応援監督マキノ正博、原作牧逸馬（林不忘）、脚本小林正・毛利三郎、1933年3月8日公開 - 基一郎
- 『青春よいづこ』 : 監督青山三郎、原作・脚本村上徳三郎、1933年6月8日公開 - 検事
- 『恋の踊子』 : 監督千葉泰樹、原作・脚本八田尚之、1933年8月17日公開 - 楽長 秋山
- 『黄昏の恋路』 : 監督畑本秋一、原作・脚本八田尚之、1933年9月21日公開 - その友人・松山元夫
- 『東京祭』 : 監督牛原虚彦、原作・脚本村上徳三郎、トーキー、1933年9月29日公開 - 紳士B
- 『恋の長崎』 : 監督青山三郎、原作・脚本山崎謙太、1933年11月30日公開 - 社長
- 『丹下左膳 剣戟の巻』（『丹下左膳 第二篇 剣戟の巻』[8]） : 監督・脚色伊藤大輔、原作林不忘、トーキー、1934年3月29日公開 - 将軍吉宗
- 『子供バンザイ』 : 監督大谷俊夫、原作・脚本八田尚之、1934年4月5日公開 - 名医 堺博士
- 『桃われ日記』 : 監督青山三郎、原作・脚本鈴木紀子、1934年4月26日公開 - 岩木伸平
- 『夢に見る母』 : 監督青山三郎、原作・脚本鈴木紀子、1934年6月21日公開 - その父

### 日活多摩川撮影所
特筆以外すべて製作は「日活多摩川撮影所」、配給は「日活」、すべてトーキーである。
- 『日本人ここにあり』 : 監督千葉泰樹、脚本八田尚之、1934年10月11日公開
- 『ジャック喧嘩帖』 : 監督千葉泰樹、原作岩松春湖、脚本佃血秋、1935年4月11日公開 - おきんの旦那

### 東京発声映画製作所
すべて製作は「東京発声映画製作所」、配給は「日活」、すべてトーキーである。
- 『乾杯! 学生諸君』（『乾杯! 學生諸君』[8]） : 監督重宗務、原作中野実、脚本八田尚之、1935年8月25日公開 - その父・徹造
- 『大学を出た若旦那』（『大學を出た若旦那』[8]） : 監督重宗務、原作・脚本八田尚之、1935年10月16日公開 - 荒木貞頼
- 『燃えろ! 魂』 : 監督重宗務、原作・脚本八田尚之、1936年2月28日公開
- 『東京大阪特ダネ往来』（『東京 - 大阪特ダネ往来』[5]） : 監督・原作・脚本豊田四郎、1936年4月29日公開 - 社長
- 『大番頭小番頭』 : 監督豊田四郎、原作佐々木邦、脚本福富金蔵、1936年7月31日公開 - 正二郎の兄
- 『研辰旅ごよみ』[6][8]（『剣辰旅ごよみ』[5]） : 監督重宗務、原作西川清士、脚本八田尚之、1936年9月23日公開 - 藩主